# Torrent d’en Puig
Torrent d’en Puig – miejscowość w Hiszpanii, w Katalonii, w prowincji Barcelona, w comarce Maresme, w gminie Arenys de Munt.
Według danych INE w 2020 roku liczyła 52 mieszkańców – 26 mężczyzn i 26 kobiet. 